# Tetramorium striativentre
Tetramorium striativentre (лат.) — вид муравьёв рода Tetramorium из подсемейства Myrmicinae (Formicidae).

## Распространение
Горы Средней и Центральной Азия. Афганистан, Иран, северо-западный Китай, Кыргызстан, Таджикистан, Туркменистан, Узбекистан. Населяет горные, горно-степные и полупустынные регионы. Гнёзда в почве и под камнями.

## Описание
Мелкие земляные муравьи; длина рабочих 3—4 мм (самки крупнее, 4—5 мм). Длина головы рабочих (HL) 0,77—0,91 мм, ширина головы (HW) 0,73—0,85 мм. Голова с субпараллельными почти прямыми боками. Основная окраска тела красновато-коричневая (самцы буровато-чёрные). Усики рабочих и самок 12-члениковые с 3-члениковой булавой. Боковые части клипеуса килевидно приподняты около места прикрепления усиков. Жвалы широкотреугольные с зубчатым жевательным краем. Стебелёк между грудкой и брюшком состоит из двух члеников: петиолюса и постпетиолюса (последний четко отделен от брюшка), жало развито, куколки голые (без кокона). Заднегрудка с 2 короткими и широкими проподеальными шипиками. 1-й тергит брюшка с продольной морщинистостью и пунктировкой (отличительный признак видовой группы Tetramorium striativentre species group), последние сегменты брюшка гладкие; голова и грудка морщинистые. Зоонекрофаги, собирают мелких членистоногих и их остатки, а также семена растений (карпофаги). Запасы семян составляют до 330 мг (данные по Туркмении). Семьи включают 1—5 тыс. муравьёв. Брачный лёт с мая по июнь.

## Таксономия
Включён в видовую группу Tetramorium striativentre species group. Вид был впервые описан в 1877 году австрийским мирмекологом Густавов Майром (Австрия) по типовому материалу из Узбекистана (собранному экспедицией А. П. Федченко) под первоначальным название Tetramorium caespitum var. striativentre Mayr, 1877.